# Garrulus
Die Gattung Garrulus ist eine drei Arten umfassende Speziesgruppe recht großer, waldbewohnender Häher in der Familie der Rabenvögel (Corvidae). Eine Art kommt in großen Teilen Eurasiens, die beiden anderen in recht begrenzten Arealen in Asien vor.

## Beschreibung
Die drei Häherarten sind mittelgroße Rabenvögel von etwa 32–38 cm Körperlänge. Sie besitzen auffällig hellblau und schwarz gebänderte Federn an Fittich, Hand- und großen Armdecken. Zum Teil finden sich auch an Flügel- und Schwanzfedern ebenfalls blau-schwarz gebänderte Partien. Das Körpergefieder ist rötlich graubraun bis dunkelbraun oder kastanienbraun. Die Scheitelfedern sind verlängert und bilden eine unterschiedlich ausgeprägte, teils etwas aufstellbare Haube. Die breiten Flügel sind mittellang, der Schnabel ist wie die Füße kräftig. Die Länge des Schwanzes ist bei den drei Arten gestuft, von einem mittellangen Schwanz beim Eichelhäher bis hin zu einem recht langen beim Prachthäher.

## Verbreitung
Die Verbreitung der Gattung ist auf die Alte Welt beschränkt. Der Eichelhäher besiedelt große Teile Europas, den äußersten Norden Afrikas sowie Teile des Nahen Ostens und Asiens. Er bewohnt vor allem reich strukturierte Wälder fast aller Art. Der Strichelhäher kommt im Hindukusch und im Himalaya vom Osten Afghanistans bis nach Nepal vor, wo er zwischen 1500 und 2400 m Höhe offenes Waldland oder buschbestandene Hänge mit vereinzelten Bäumen bewohnt. Der Prachthäher ist auf den Ryūkyū-Inseln endemisch, wo er einst auf Amami-Ōshima und Tokunoshima heimisch war, auf der letzteren Insel aber aufgrund von Federhandel am Anfang des 20. Jahrhunderts ausgerottet wurde. Er lebt in subtropischem Waldland.

## Lebensweise
Die Arten der Gattung Garrulus sind Allesfresser, die aber vor allem Nussfrüchte von Bäumen, wie etwa Eicheln, sammeln und daraus Vorräte anlegen. Die Nester werden meist frei in Bäumen angelegt, der Eichelhäher brütet auch bisweilen, der Prachthäher bevorzugt in Baum- und Halbhöhlen.

## Systematik

Prachthäher

Die Gattung Garrulus wurde 1760 von Brisson aus der Gattung Corvus ausgegliedert. Heute werden auch die Arten der vormals monotypischen Gattungen Laletris Reichenow, 1906 (Strichelhäher) und Lalocitta Reichenow, 1906 (Prachthäher) in diese Gattung gestellt. Die beiden asiatischen Arten Strichel- und Prachthäher sind eng verwandt und offenbar Allospecies einer Superspezies bzw. bilden die Untergattung Lalocitta. Mit dem Eichelhäher, der in acht Megasubspezies eingeteilt wird und mit dem der Strichelhäher auch sympatrisch vorkommt, bilden sie eine Artengruppe.

## Arten
- Eichelhäher (Garrulus glandarius)
- Strichelhäher (Garrulus lanceolatus)
- Prachthäher (Garrulus lidthi)